# Alaçam
Alaçam là một huyện thuộc tỉnh Samsun, Thổ Nhĩ Kỳ. Huyện có diện tích 598 km² và dân số thời điểm năm 2007 là 31669 người, mật độ 53 người/km².